# Chrastavice
Chrastavice (v chodském nářečí Krastajce, německy Chrastawitz) jsou obec v okrese Domažlice v Plzeňském kraji. Žije v ní 370 obyvatel. Leží při levé straně nad údolím potoka Zubřina. Na severu od obce se zvedá vrchol Háj (499 metrů). Obcí vede silnice II/183 mezi Domažlicemi a Přešticemi.

## Historie
První písemná zmínka o obci pochází z roku 1324.

## Obyvatelstvo
| Rok            | 1869 | 1880 | 1890 | 1900 | 1910 | 1921 | 1930 | 1950 | 1961 | 1970 | 1980 | 1991 | 2001 | 2011 | 2021 |
| -------------- | ---- | ---- | ---- | ---- | ---- | ---- | ---- | ---- | ---- | ---- | ---- | ---- | ---- | ---- | ---- |
| Počet obyvatel | 326  | 383  | 358  | 381  | 444  | 473  | 396  | 313  | 327  | 267  | 254  | 291  | 326  | 357  | 382  |
| Počet domů     | 57   | 62   | 62   | 63   | 79   | 81   | 90   | 99   | 86   | 79   | 68   | 88   | 102  | 115  | 123  |

## Obecní symboly
Znak a vlajka byly obci uděleny rozhodnutím předsedy Poslanecké sněmovny Parlamentu České republiky dne 21. září 2005.

## Pamětihodnosti
- Archeologické naleziště Zadní háje
- Archeologické naleziště Na zámečku
- Archeologické naleziště Švehlova lípa

## Galerie

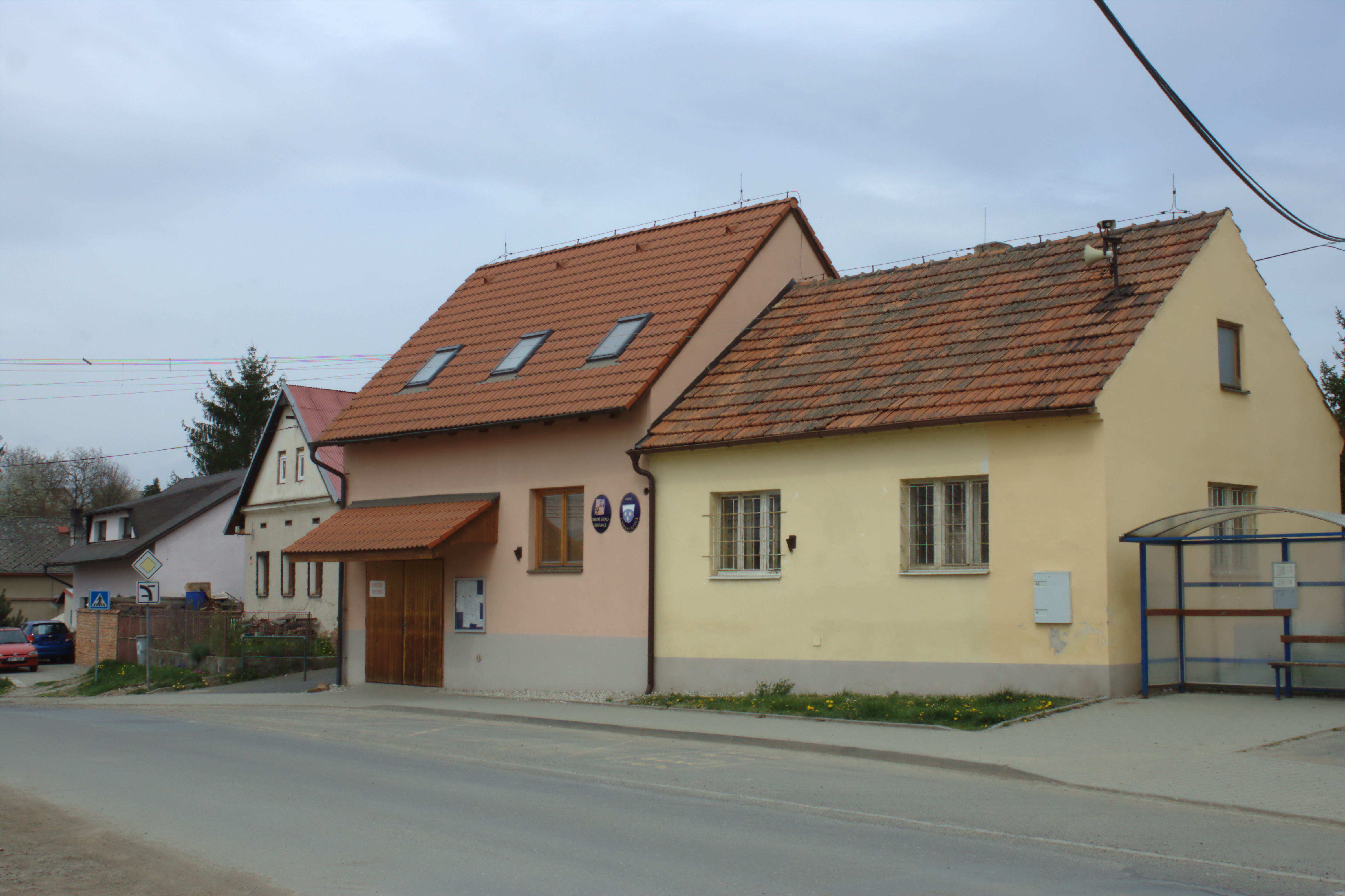
Obecní úřad
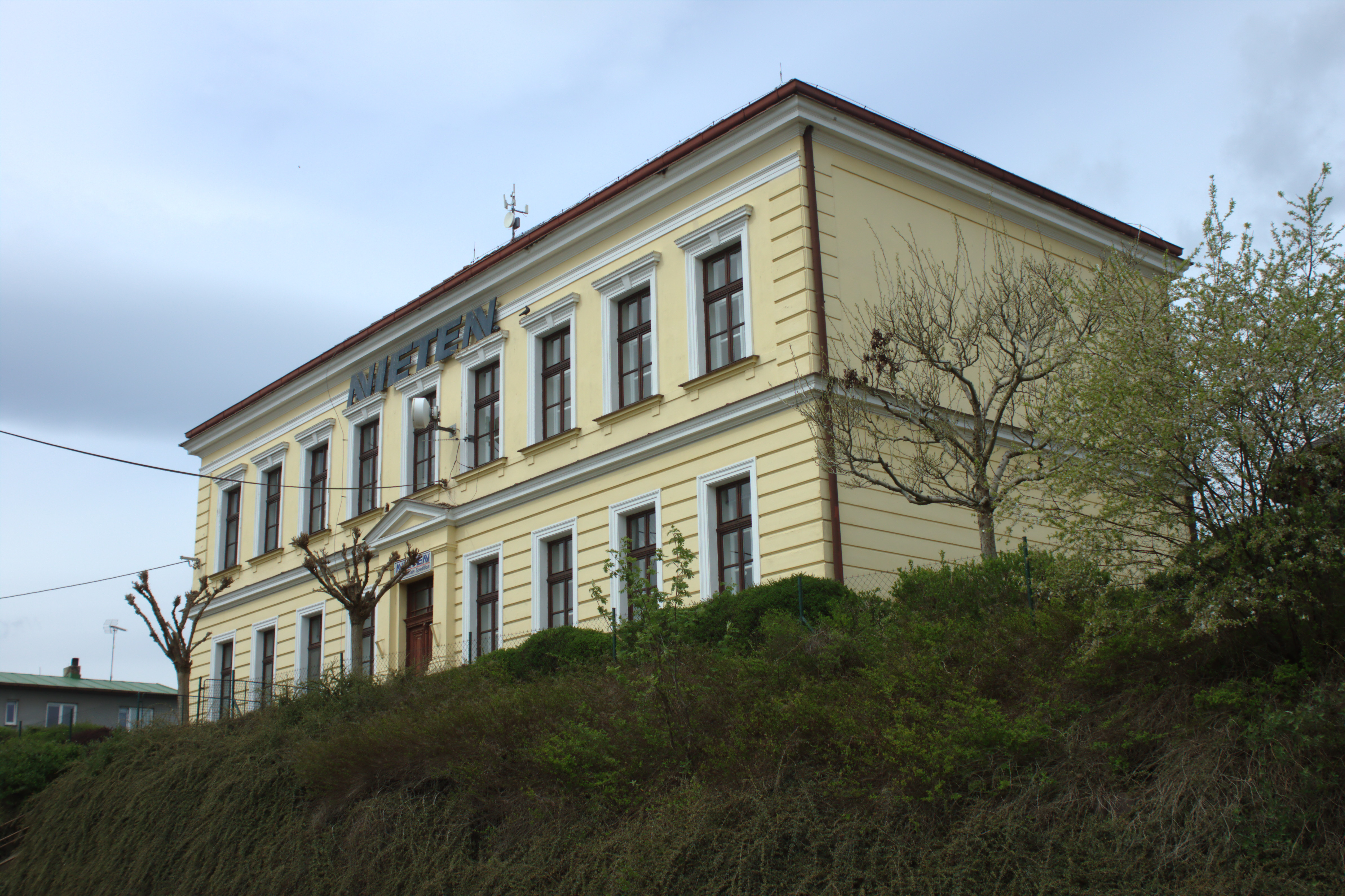
Budova bývalé školy
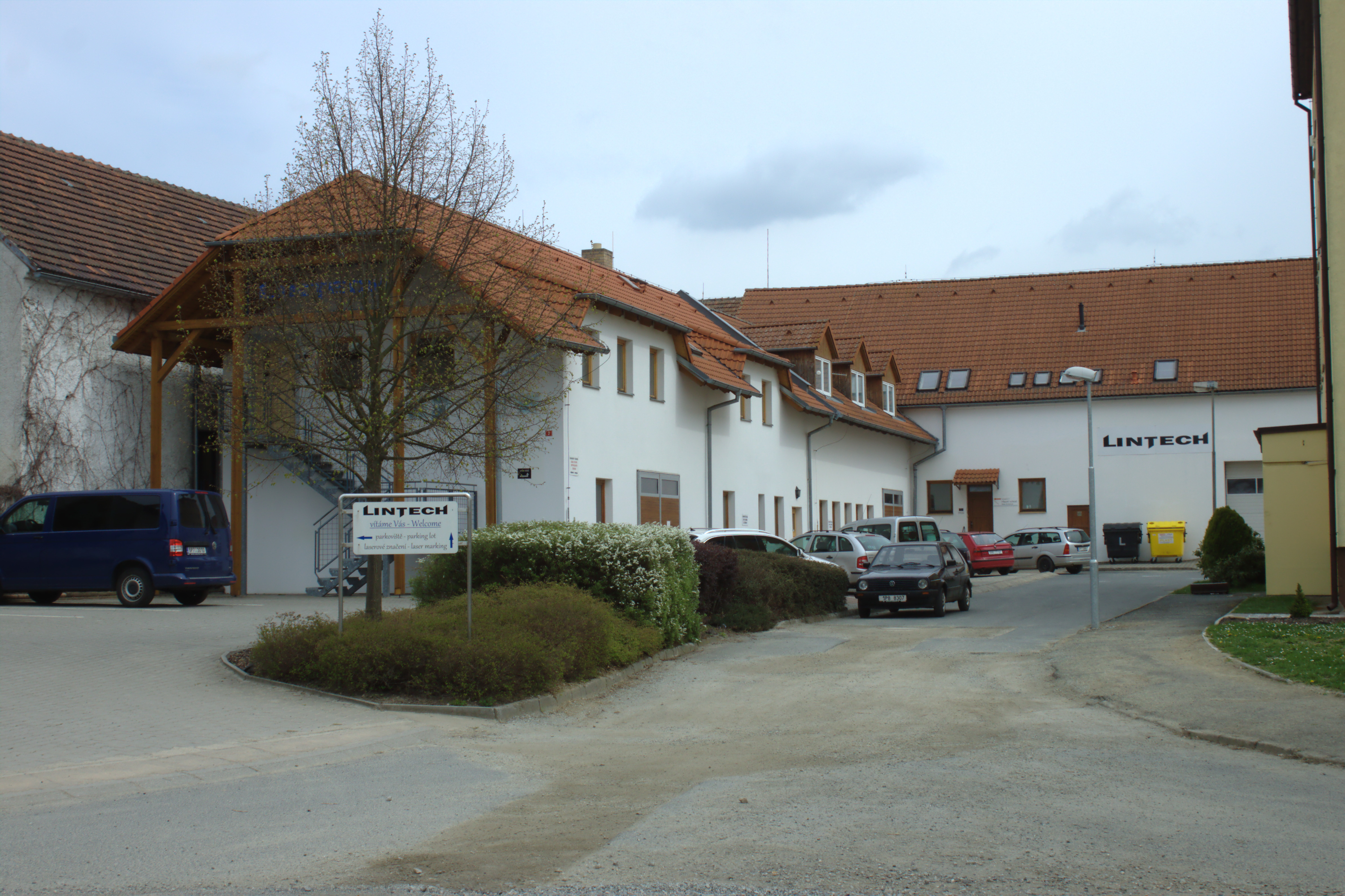